# ヤン坊マー坊天気予報
『ヤン坊マー坊天気予報』（ヤンぼうマーぼうてんきよほう）は、民放テレビ局で主に夕方のローカル時間帯に放送されていたヤンマー（旧・ヤンマーディーゼル、現・ヤンマーホールディングス）一社提供の気象情報を伝えるテレビ番組。2009年6月1日に放送開始から50周年を迎え、2014年3月31日（一部地域は28日）付で55年に渡る放送を終了した。
なお、ヤンマーのウェブサイト上にも「ヤン坊マー坊天気予報」として気象情報が提供されていたが、2013年6月30日をもってウェブサイトを閉鎖した。

## 概要
1959年の気象記念日（1942年制定）にあたる6月1日よりスタート。以来長きにわたって放送され、「天気予報番組を通じて、日本全国の方々のお役に立ちたい」というヤンマーの想いを届けてきた。タイトルコールを挟んだ後、テーマソング「ヤン坊・マー坊の歌」に合わせてヤンマーのキャラクター「ヤン坊」と「マー坊」のオープニングアニメーションが放送されており、これは番組自体の長寿記録とともに、同じ表現形態を効果的に使った例としても希有な存在となっている。1990年代後半以降、アニメーションにはヤン坊・マー坊のセリフが加えられた。現行のオープニングはヤンマーのウェブサイトでも見ることができる。また、東京駅八重洲口前にあるヤンマーのビルに設置された街頭ビジョンでも見ることができる。ヤンマーのウェブサイトでは歴代のキャラクターデザイン別のかつてのオープニングが見られるコーナーもある。
アニメーションは季節に合わせたものを放送するため、3か月毎（3月・6月・9月・12月）に更新される。なお時期によっては、ヤン坊とマー坊の他に別なキャラクターが加わっていたことがあり、特に1980年代後半から1990年代前半までの一時期（不明）では、「少女」「太った子」「眼鏡の子」「ブルドッグ」がレギュラーに加わっていた。
オープニングの歌と本編内のBGMは、「ヤン坊・マー坊の歌」（作詞：能勢英男 - 当時のヤンマー宣伝部長、作曲：米山正夫、JASRAC作品コード088-2960-8、オリジナル版のアーティストは中森孝子）である。何度かマイナーチェンジされ、歴代のアーティストには第10代の三代目海沼実のほか、音羽ゆりかご会などの児童ヴォーカルが目立っている。また、1999年の一時期、放送開始40周年記念として関西ジャニーズJr.（錦戸亮、安田章大）のバージョンが、2002年の一時期、ZONEのバージョンがそれぞれ流れており、その際いずれもオープニングも差し替えていた。またこのオープニングでは「ヤン坊・マー坊の唄」の歌詞の一部が省略されて歌われている。本編内のBGMはアナウンスに支障の出ないよう、この曲のインストゥルメンタル版が使用されているが、オープニングと違いフルコーラスが流れている。また、2009年6月から約3か月間は番組開始50周年記念として、オープニングでは過去のオープニングの一部が、エンディングでは1994年当時のものがそれぞれ流れていた。また、2011年は3月11日に発生した東日本大震災（東北地方太平洋沖地震）の影響による配慮から以降4月29日までオープニングもインストゥルメンタルになっていた。
放送している局はニュースネットには関係がない。エリアで最初に開局した放送局が多く、その多くは1959年6月1日に開始している。最初に開局した以外のテレビ局で当番組が初めて放送された例は、北海道の札幌テレビ、青森県の青森テレビ、広島県の広島テレビ（いずれも2番目のテレビ局）、福島県の福島放送（3番目のテレビ局）の合計4局であり、それぞれ3年、10年、22年程の遅れである。平成新局での放送は例がない。
なお、1969年に全都道府県での放送を網羅することができた。
ただし、岩手県ではIBC岩手放送とテレビ岩手、静岡県では静岡放送と静岡第一テレビ、山陰地方（鳥取・島根両県）では山陰放送と日本海テレビ、岡山・香川両県では山陽放送と西日本放送のそれぞれ2局ずつで交互に放送されていた。岡山・香川および島根・鳥取については電波相互乗り入れ前の名残であった。
また、関東広域圏では元々1996年9月まで日本テレビ『NNNニュースプラス1』で放送されていたが、放送内容との整合性が問題となって打ち切られ、翌年（1997年）4月からテレビ朝日『スーパーJチャンネル』で放送された例があった。
オープニングの後の進行は、それぞれの局が独自に演出して天気予報を伝えている。ただし、土曜日・日曜日で放送されている地域の場合は、独自に演出して伝えている局と、テロップのみ（バックにはヤン坊とマー坊のアニメーション）で伝えている局に分かれる。
番組進行について、当初はアニメーションにのせて文字のみで伝える方法であったが、末期は気象衛星画像や天気図、細分化された予報画面や気温画面、局によってはその日の天気に関連したトピックスなど、映像的に見せる形へ移行したことから、アニメーションを使用する局はほぼなくなり、使用する場合でも沖縄県の琉球放送の土曜・休日や、石川県の北陸放送のように土曜のみという局が多い。長崎県の長崎放送や富山県の北日本放送、福島県の福島放送では、詳細な予報をローカルニュース内で流した後、単独番組として放送するためか、平日でもアニメーションを使用している。また、日テレのようにアニメーションを流せない代わりとして、予報画面のどこかに「ヤン坊・マー坊」のイラストを加えるという構成や、広島テレビのようにスタジオに「ヤン坊・マー坊」の人形を置くという演出を採る局もあった（広島テレビは土曜日ではアニメーションと文字・記号のテロップを使用）。
キャラクターデザイン（後述）とアニメーション作画は中邨靖夫が一人で手掛けている。コーナー終了まで全編セル画による制作であり、末期は従来のアナログ撮影の後にテレシネ変換し、3DCGと合成していた。
日曜日には放送しない局が元々多かった。スポンサー契約上「平日」もしくは「平日と土曜日」に限定している局が多かったためである。
CMはとりわけ田植機・コンバイン・トラクターなどの稲作用農業機械が多い。また、農繁期と年末年始（初売対策）に同社製品のディーラー（主に農業機械）が独自でセールのCMを行うことも多い。これ以外にも、ヤンマーの建設機械やマリンボートのCMを放送することもある。一部地域では番組の中でこのCMとは別に、ヤンマーのディーラーの紹介静止画や動画が出る。
なお、長らくBS朝日の独立データ放送の天気予報は「ヤン坊マー坊天気予報」であったが、同局の独立データ放送の変更のために2009年3月31日で終了し、現在は単に天気予報となっている。なお、同局ではテレビ放送で同年4月以降もしばらくの期間、月曜日から金曜日（19:55 - 20:00）の「ヤン坊マー坊天気予報」を継続していた。

## 相次ぐネット局の離脱・そして番組の終焉
2000年のテレビ朝日での放送終了を契機に番組打ち切りが相次ぐようになり、2013年3月では地方（北海道、岩手県、山形県、長野県、富山県、石川県、広島県、山口県、徳島県、愛媛県、福岡県、沖縄県）での大規模な打ち切りが行われた。
2014年3月31日を以って、最後まで放送を続けていた13局においても放送を終了、55年に渡る半世紀以上続いた長寿番組の歴史に幕を閉じた。ヤンマーの広報は「近年、メディア環境やライフスタイルの変化に伴い、天気情報というものに求められる質自体が大きく変化してまいりました。そんな中、『ヤン坊・マー坊天気予報』もひとつの役割を終えたと考え、終了することといたしました」と説明している。ヤン坊マー坊の露出は、ヤンマーが「今後、グローバル市場で新たな価値を生んでいくリーディングカンパニーとして、世界に統一したイメージを発信していく」という理由で、今後しばらく控える方針であるが、ヤンマーは「今後もヤンマーの（マスコット）キャラクターとして大切にあつかっていきたい」とコメントし、メディア露出を控えつつマスコットとして存続するという。
なお、滋賀県長浜市にあるヤンマーミュージアムでは歴代の天気予報OPが視聴可能なギャラリーが常設されている。

## ヤン坊・マー坊のキャラクターデザインの変遷
ヤン坊・マー坊のキャラクターデザインは誕生当初から天気予報の終了まで一貫してアニメーターの中邨靖夫が担当しており、基本形は維持されつつも時代の変化による変遷が見られる。
当初は2人とも現在とは異なり、背が高く、スマート（細身）に描かれていたが、1961年（昭和36年）から1964年（昭和39年）頃に2頭身にデフォルメされた姿となり、それに合わせて2人の目がそれぞれ大きくなっている。
以降、今日に至るまでそのデザインが維持されてきたが、表情は、1987年（昭和62年）頃からは黒目のほかに白目が入ったりするなどの変化がある。
また、服装は、ヤン坊は長年半ズボン、マー坊は半ズボンの他にオーバーオールの着用も少なくなかったが、日本の子供たちの間で半ズボンの着用が一般的でなくなったためか、1999年（平成11年）以降より、両者とも普通の長ズボンを着用するようになった。
髪型の違いが二人を見分けるポイントとなっているが、多くの場合、衣服などに大きく「Y」「M」と書かれており、より判り易くなっている。
2009年（平成21年）6月以降より二人が着用しているTシャツの色が、ヤン坊が赤基調、マー坊が青基調となり、より一層判り易いものとなった。また、2019年（令和元年）9月5日にはマスコットキャラクター誕生60周年の節目に伴い、ヤン坊マー坊の意匠を10年3か月ぶりに刷新した。
2024年（令和6年）1月30日に9代目に刷新。3つのデザイン案から一般投票で選ばれるが、どの案においても従来のデザインとは大きく異なる近未来的なイメージに変化する。投票結果はB案が選ばれ、票数は49,628票であった。2025年4月より放送されるアニメ『未ル わたしのみらい』には、この9代目が隠れキャラクターとして登場している。

## ヤン坊・マー坊の歴代の声の担当
- 初期
  - 中森孝子、中里ひろみ
- 1999年 - 終了時（2014年）
  - ヤン坊：栗本有紀子
  - マー坊：池谷京子

※出演者は表示されていない。

## 実写での出演者
1961年はモノクロで、ヤンマー農業の人物が出演している。
1985年〜1990年までは、出演者は登場しておらず、旅をしているだけである。1985年のスイカのカンテラ編では、子供、おじいちゃん、おばあちゃんが登場している。
1999年に40周年を記念してジャニーズJr.が出演。当時ジャニーズJr.だった関ジャニ∞現役メンバーの安田章大と、同じく関ジャニ∞元メンバーの錦戸亮が出演。歌を渋谷すばるが担当。音楽もアップテンポかつ、ダンサブルなアレンジを加えたものに変更されている。
2009年7月からは関西ジャニーズJr.が出演している。
2011年3月からは5人の子供たちが出演している。
2012年3月からは2人の女の子が「バルーンアート」（春篇）に出演している。
2012年6月からは2人の女の子が「ペットボトル」（夏篇）に出演している。

## ゲスト出演者
- パパイヤ鈴木（2011年12月1日 - 2012年2月29日）※アニメーションでの出演となる。

## スタッフ
（各放送局により異なる）

## 放送局と放送時間

### 最後まで放送していた放送局
| 地域           | 放送局                | 系列                                       | 放送時間                   | 内包番組              | 備考                          |
| -------------- | --------------------- | ------------------------------------------ | -------------------------- | --------------------- | ----------------------------- |
| 青森県         | 青森テレビ（ATV）     | TBS系列                                    | 月 - 金 18:39 - 18:44頃    | ATVニュースワイド     | [ 注 14 ]                     |
| 宮城県         | 東北放送（TBC）       | TBS系列                                    | 月 - 金                    | Nスタみやぎ           | [ 注 15 ]                     |
| 秋田県         | 秋田放送（ABS）       | 日本テレビ系列                             | 月 - 金 18:47 - 18:52頃    | ABS news every.       | [ 注 16 ]                     |
| 福島県         | 福島放送（KFB）       | テレビ朝日系列                             | 月 - 金 18:57 - 19:00      | -                     | [ 注 18 ] [ 注 19 ] [ 注 20 ] |
| 新潟県         | 新潟放送（BSN）       | TBS系列                                    | 月 - 金                    | Nスタ新潟             | -                             |
| 静岡県         | 静岡放送（SBS）       | TBS系列                                    | 火・木                     | SBSイブニングeye      | -                             |
| 静岡県         | 静岡第一テレビ（SDT） | 日本テレビ系列                             | 月・水・金                 | 静岡○ごとワイド       | -                             |
| 福井県         | 福井放送（FBC）       | クロスネット 日本テレビ系列 テレビ朝日系列 | 月 - 土 20:54 - 21:00      | -                     | [ 注 21 ] [ 注 22 ]           |
| 中京広域圏     | メ〜テレ（NBN）       | テレビ朝日系列                             | 月 - 金 18:47 - 18:50頃    | UP!                   | -                             |
| 島根県・鳥取県 | 山陰放送（BSS）       | TBS系列                                    | 月・水・金                 | テレポート山陰        | -                             |
| 島根県・鳥取県 | 日本海テレビ（NKT）   | 日本テレビ系列                             | 火・木 18:50 - 18:55頃     | ニュースevery日本海   | -                             |
| 島根県・鳥取県 | 日本海テレビ（NKT）   | 日本テレビ系列                             | 土 17:23 - 17:25           | -                     | -                             |
| 岡山県・香川県 | 山陽放送（RSK）       | TBS系列                                    | 月・水・金 18:45 - 18:50頃 | RSKイブニングニュース | [ 注 23 ]                     |
| 高知県         | 高知放送（RKC）       | 日本テレビ系列                             | 月 - 金 18:50 - 18:54頃    | こうちeye             | -                             |
| 長崎県         | 長崎放送（NBC）       | TBS系列                                    | 月 - 金 18:50 - 18:55      | -                     | [ 注 24 ]                     |
| 長崎県         | 長崎放送（NBC）       | TBS系列                                    | 土 18:55 - 19:00           | -                     | [ 注 24 ]                     |
| 長崎県         | 長崎放送（NBC）       | TBS系列                                    | 日 17:57 - 18:00           | -                     | [ 注 24 ]                     |
| 熊本県         | 熊本放送（RKK）       | TBS系列                                    | 月 - 金                    | 夕方いちばんNEWS      | -                             |
| 熊本県         | 熊本放送（RKK）       | TBS系列                                    | 土 18:57 - 19:00           | -                     | -                             |
| 大分県         | 大分放送（OBS）       | TBS系列                                    | 月・水・金                 | OBSイブニングニュース | [ 注 25 ] [ 注 26 ]           |
| 大分県         | 大分放送（OBS）       | TBS系列                                    | 火・木 21:54 - 22:00       | -                     | [ 注 25 ] [ 注 26 ]           |
| 宮崎県         | 宮崎放送（MRT）       | TBS系列                                    | 月 - 金                    | MRTニュース Next      | [ 注 27 ]                     |
| 宮崎県         | 宮崎放送（MRT）       | TBS系列                                    | 土 18:57 - 19:00           | -                     | [ 注 27 ]                     |
| 鹿児島県       | 南日本放送（MBC）     | TBS系列                                    | 月 - 金                    | MBCニューズナウ       | [ 注 28 ]                     |

### 途中で打ち切りとなった放送局
| 地域                    | 放送局              | 系列           | 内包番組              | 放送時間 | 放送終了時期  | 後継番組                           | 備考                |
| ----------------------- | ------------------- | -------------- | --------------------- | -------- | ------------- | ---------------------------------- | ------------------- |
| 北海道                  | 札幌テレビ（STV）   | 日本テレビ系列 | どさんこワイド179     | -        | 2013年3月28日 | 天気予報                           | -                   |
| 岩手県                  | IBC岩手放送（IBC）  | TBS系列        | ニュースエコー        | -        | 2013年3月27日 | 天気予報                           | [ 注 29 ]           |
| 岩手県                  | テレビ岩手（TVI）   | 日本テレビ系列 | ニュースプラス1いわて | -        | 2013年3月28日 | 天気予報                           | [ 注 29 ]           |
| 宮城県                  | 仙台放送（OX）      | フジテレビ系列 | 不明                  | -        | 不明          | （不明）                           | [ 注 31 ]           |
| 宮城県                  | ミヤギテレビ（MMT） | 日本テレビ系列 | 不明                  | -        | 不明          | （不明）                           | [ 注 33 ]           |
| 山形県                  | 山形放送（YBC）     | 日本テレビ系列 | YBC news every.       | -        | 2013年3月29日 | 天気予報・ めばえ〜山形のひかり〜  | -                   |
| 関東広域圏              | 日本テレビ（NTV）   | 日本テレビ系列 | NNNニュースプラス1    | -        | 1996年9月     | 天気予報                           | [ 注 35 ]           |
| 関東広域圏              | テレビ朝日（EX）    | テレビ朝日系列 | スーパーJチャンネル   | -        | 2000年9月     | 天気予報                           | [ 注 35 ]           |
| 長野県                  | 信越放送（SBC）     | TBS系列        | 不明                  | -        | 不明          | （不明）                           | [ 注 38 ]           |
| 長野県                  | テレビ信州（TSB）   | 日本テレビ系列 | 不明                  | -        | 不明          | （不明）                           | [ 注 40 ]           |
| 長野県                  | 長野放送（NBS）     | フジテレビ系列 | NBSスーパーニュース   | -        | 2013年3月28日 | （不明）                           | [ 注 41 ]           |
| 山梨県                  | 山梨放送（YBS）     | 日本テレビ系列 | 無し                  | -        | 2000年頃      | -                                  | [ 注 42 ]           |
| 富山県                  | 北日本放送（KNB）   | 日本テレビ系列 | 無し                  | -        | 2013年3月     | シチじん なかよし天気予報          | [ 注 43 ]           |
| 石川県                  | 北陸放送（MRO）     | TBS系列        | 情報ロック レオスタ   | -        | 2013年3月     | 天気予報                           | [ 注 44 ]           |
| 中京広域圏              | 中部日本放送（CBC） | TBS系列        | 不明                  | -        | 不明          | （不明）                           | 現：CBCテレビ       |
| 近畿広域圏              | 毎日放送（MBS）     | TBS系列        | なし                  | -        | 2001年3月     | （不明）                           | [ 注 46 ] [ 注 47 ] |
| 京都府                  | 京都放送（KBS）     | 独立局         | なし                  | -        | 2001年3月     | （不明）                           | [ 注 48 ]           |
| 岡山県・香川県          | 西日本放送（RNC）   | 日本テレビ系列 | RNC news every.       | -        | 2013年3月28日 | 天気予報                           | -                   |
| 広島県                  | 広島テレビ（HTV）   | 日本テレビ系列 | テレビ派（平日）      | -        | 2013年3月29日 | -                                  | -                   |
| 山口県                  | 山口放送（KRY）     | 日本テレビ系列 | 無し                  | -        | 2013年3月28日 | スクープアップやまぐち（天気予報） | [ 注 50 ]           |
| 徳島県                  | 四国放送（JRT）     | 日本テレビ系列 | 無し                  | -        | 2013年3月29日 | 天気予報                           | -                   |
| 愛媛県                  | 南海放送（RNB）     | 日本テレビ系列 | 無し                  | -        | 2013年3月29日 | NEWS Ch.4(天気予報)                | [ 注 51 ]           |
| 福岡県                  | RKB毎日放送（RKB）  | TBS系列        | 今日感テレビ（平日）  | -        | 2013年3月29日 | 天気予報                           | [ 注 52 ]           |
| 鹿児島県                | 南日本放送 (MBC)    | TBS系列        | MBCニュース（土曜日） | -        | 不明          | MBCニュース（土曜日）              | [ 注 53 ]           |
| 沖縄県                  | 琉球放送（RBC）     | TBS系列        | RBC THE NEWS（平日）  | -        | 2013年3月29日 | 天気予報                           | [ 注 54 ]           |
| 全国放送 （BSデジタル） | BS朝日              | BSデジタル放送 | 無し                  | -        | 2009年3月     | 天気予報                           | [ 注 55 ]           |

### 2009年3月で土曜日のネットを打ち切った放送局
一部ネット局では、2009年3月をもって土曜日の放送が打ち切られた。土曜日のネット打ち切り局と同年4月から放送される後継番組は下記に記す。
| 地域           | 放送局      | 系列           | 後継番組        | 内包番組        | スポンサー | 備考                |
| -------------- | ----------- | -------------- | --------------- | --------------- | ---------- | ------------------- |
| 北海道         | 札幌テレビ  | 日本テレビ系列 | 天気予報        | STV news every. | 無し       | [ 注 56 ] [ 注 57 ] |
| 青森県         | 青森テレビ  | TBS系列        | ATV天気予報     | 独立番組        | 無し       | -                   |
| 岩手県         | IBC岩手放送 | TBS系列        | 天気予報        | 独立番組        | 無し       | -                   |
| 秋田県         | 秋田放送    | 日本テレビ系列 | ABSズームアップ | 独立番組        | 無し       | [ 注 58 ]           |
| 山形県         | 山形放送    | 日本テレビ系列 | YBCお天気情報   | 独立番組        | 無し       | -                   |
| 福島県         | 福島放送    | テレビ朝日系列 | ウェザー情報    | 独立番組        | 無し       | [ 注 61 ] [ 注 62 ] |
| 富山県         | 北日本放送  | 日本テレビ系列 | 天気予報        | 独立番組        | 無し       | -                   |
| 石川県         | 北陸放送    | TBS系列        | MROニュース     | 独立番組        | 無し       | [ 注 63 ]           |
| 徳島県         | 四国放送    | 日本テレビ系列 | 天気予報        | 独立番組        | 無し       | -                   |
| 岡山県・香川県 | 西日本放送  | 日本テレビ系列 | 天気予報        | 独立番組        | 無し       | -                   |
| 高知県         | 高知放送    | 日本テレビ系列 | だいいち情報局  | 独立番組        | 無し       | [ 注 64 ]           |

- 日曜日では2000年代に宮崎放送が当番組のネットを打ち切った例が存在する。
- 2011年3月12日では東北地方太平洋沖地震の関連ニュースのため全局が休止した。
- 打ち切った場合の後継番組が『天気予報』となっている事が多く、スポンサー変更もしくはスポンサー無しで「天気予報」が継続している。

### 年末年始の放送時間
- 一部の放送局では休止する場合が多い。
- 青森テレビは、年末年始の平日は17:55や17:25に独立番組（地デジEPGでは「天気予報」[注 65]）で放送。
- 福島放送は年末年始の平日でも当番組が17:57や17:27に放送されている（2009年度は、2009年12月28日 - 29日が17:57に放送、同年12月30日 - 2010年1月1日が17:27に放送されていた[注 66]）。
- 年末年始など特別編成時では放送時間が繰り上がる場合があり、青森テレビなど、この期間は「独立番組」として放送する局もある。

### 放送時間が変更・放送休止の事例
放送時間の変更や緊急時に地震情報などで休止については以下に記す。

#### 全般
いずれも当番組の放送が休止された事例となる。
- 1989年1月7日では昭和天皇崩御のため、それ以降数日に渡って当番組を休止したことがあった。
- 1995年1月17日では阪神・淡路大震災（兵庫県南部地震）が発生したため当番組では休止したことがあった。
- 2004年10月23日の新潟県中越地震の時は福島放送が当番組の放送を休止した[注 67]。
- 2011年3月11日の東日本大震災（東北地方太平洋沖地震）の時は青森テレビでは当番組を休止し、ATVニュースワイドでは通常の天気コーナーとして放送。東北放送、福島放送などでは地震の特別番組のため休止した。また、福島放送では3月17日 - 3月18日は当番組を休止し、『ふくしまスーパーJチャンネル』内包の天気予報を代替放送された。3月20日 - 3月25日には当番組を休止し、18時57分30秒[注 68]からウェザー情報[注 69]を代替放送されていた。ただし、予報では通常よりも異なり「注意報」→「会津 あす」→「中通り あす」→「浜通り あす」→「あす」（※予報画面は風向）の順[注 70]と表示されていた。3月13日では長崎放送が地震の特別番組のため放送を休止した。なお、この当時はヤンマーのCMを含む全般のCMが地震発生直後から3月14日の早朝まで流されていなかった。

放送再開をした放送局については下記に記す。
- 2011年3月28日：福島放送

再開後については、下記「その他」を参照。

#### JNN系列局
- 『JNNニュースコープ』が19:20まで拡大した時期では、全国の天気予報の後のローカル枠を本番組として放送し（オープニングは全国枠の前に放送）、事実上『ニュースコープ』に内包していた放送局があった。
- 1990年からは『ニュースの森』が放送開始され一部地域では放送時間が変更された。
- 土曜日の放送では、番組改編期に長時間特番放送（主として『オールスター感謝祭』（春と秋に放送））などのため、放送局によっては放送時間が繰り上がる場合がある。
- また、土曜日の放送では、2008年4月からの『報道特集NEXT』（現・報道特集）開始に伴い、放送時間が変更された局がある。
- 月 - 金曜日の放送では、2009年4月より『総力報道!THE NEWS』がスタートし、ローカル枠が18:05 - 18:45に移動。また、2009年9月28日から同番組の放送開始時間が18:40からに変更となったため、一部放送局では放送時間が変更された。さらに2010年4月からは『総力報道!THE NEWS』に替わって『Nスタ』がスタートし、ローカル枠が18:15 - 19:00に移動したため、再び一部放送局では放送時間が変更された。
- 2011年8月には世界陸上が18:40に放送開始されたため、一部地域では放送時間が繰り上げとなった。
- 2011年10月10日には『炎の体育会TV』が18:30に放送されたため、一部地域では放送時間が繰り上げとなった。

#### ANN系列局
- プロ野球・サッカーなどのスポーツ中継で一部の地域では放送時間が繰り上がった放送局（福島放送、メ〜テレ）があった。
  - 2010年7月23日では野球中継で当番組の放送時間は福島放送が18:20など繰り上がった例がある。
- BS朝日でもスポーツ中継（プロ野球・サッカーなど）の関係で放送時間が繰り上がることがあった。
- 2012年7月31日・8月3日はロンドンオリンピック2012が放送された為17:22での放送となった。
- 2012年10月1日 - 4日は18:50での放送となった。

## その他のヤンマー提供の天気・ニュース

### ラジオ版 ヤン坊・マー坊天気予報
ラジオ局の和歌山放送（JRN・NRN系クロスネット局）では、ラジオ版『ヤン坊・マー坊天気予報』が放送されている。2010年4月現在は、平日は6:37頃から（『朝からつれもて』内）、土曜日は6:52から、日曜日は9:05頃からそれぞれ放送されている。
テレビ版の構成と異なり、まず担当のアナウンサーが「ヤンマーがお送りする、ヤン坊・マー坊天気予報です」と言った後、「ヤン坊マー坊の歌」の1番が流され、その後はインストゥルメンタル版に乗せて、和歌山県内の当日の天気を伝える。
なお、使用している「ヤン坊マー坊の歌」は、テレビ版では1990年代後半から2000年代前半に使用していたバージョンを現在も使用している。
また、同局では同じくヤンマーがスポンサーである『漁業ニュース』という海上気象情報も、毎日16:55 - 17:00に放送されていたが、2012年3月で終了し、平日は「和歌山ライブ 夕方わくわく」の枠内の同時刻で「お天気ダイヤル」として放送されている（ヤンマーの協賛も撤退）。
過去には、大分県の大分放送でも早朝に放送されていたことがある。独自のテーマソングが存在する。
山陰放送ではヤンマー提供で船舶気象通報という番組がワイド番組に内包されていた。「ヤン坊・マー坊の唄」のインストルメンタルをBGMにして行っていた。なお山陰放送ではテレビ版も、日本海テレビと時間がかぶりながら放送している。

### FTVニュース
福島テレビのスポットニュース・FTVニュースでは、1980年代から1990年代にかけてヤンマーがスポンサーに付く場合、番組のオープニングにヤン坊・マー坊が登場していた。